# Auriane Mallo-Breton
Auriane Mallo-Breton, född 11 oktober 1993 i Lyon, är en fransk fäktare som vid OS 2024 tog silver i värja. Hon ingick även i det franska laget som tog silver i värja.